# Ordens de magnitude para tempo
essas são as ordens de magnitude para tempo
| fator (s) | Múltiplo                                 | Símbolo |                                                | Exemplos | Ordens de magnitude    |
| --------- | ---------------------------------------- | ------- | ---------------------------------------------- | -------- | ---------------------- |
| 10−44     |                                          | tP      | Tempo de Planck, número do tempo ≈ 5,4×10−44 s |          | 10-44                  |
| 10−24     | 1 yoctosegundo                           | ys      |                                                |          | 1 ys, 10 ys, 100 ys    |
| 10−21     | 1 zeptossegundo                          | zs      |                                                |          | 1 zs, 10 zs, 100 zs    |
| 10−18     | 1 attossegundo                           | as      |                                                |          | 1 as, 10 as, 100 as    |
| 10−15     | 1 femtossegundo                          | fs      |                                                |          | 1 fs, 10 fs, 100 fs    |
| 10−12     | 1 picossegundo                           | ps      |                                                |          | 1 ps, 10 ps, 100 ps    |
| 10−9      | 1 nanossegundo                           | ns      |                                                |          | 1 ns, 10 ns, 100 ns    |
| 10−6      | 1 microssegundo                          | µs      |                                                |          | 1 µs, 10 µs, 100 µs    |
| 10−3      | 1 milissegundo                           | ms      | 1 minuto = 60000 ms 1 segundo = 1000 ms        |          | 1 ms, 10 ms, 100 ms    |
| 100       | 1 segundo                                | s       | 1 minuto = 60 s                                |          | 1 s, 10 s, 100 s       |
| 10³       | 1 quilossegundo (16,66 minutos)          | ks      | 1 hora = 3,6 ks 1 dia = 86,4 ks                |          | 103 s, 104 s, 105 s    |
| 106       | 1 megassegundo (11,6 dias)               | Ms      | 1 meses = 2,6 Ms 1 anos = 31,6 Ms              |          | 106 s, 107 s, 108 s    |
| 109       | 1 gigassegundo (32 anos)                 | Gs      | 1 século = 3,16 Gs 1 milénio = 31,6 Gs         |          | 109 s, 10 s, 1011 s    |
| 1012      | 1 terassegundo (32 000 anos)             | Ts      |                                                |          | 1012 s, 1013 s, 1014 s |
| 1015      | 1 petassegundo (32 milhões de anos)      | Ps      |                                                |          | 1015 s, 1016 s, 1017 s |
| 1018      | 1 exassegundo (32 bilhões de anos)       | Es      |                                                |          | 1018 s, 1019 s, 1020 s |
| 1021      | 1 zettassegundo (32 trilhões de anos)    | Zs      |                                                |          | 1021 s, 1022 s, 1023 s |
| 1024      | 1 yottassegundo (32 quatrilhões de anos) | Ys      |                                                |          | 1024 s, 1025 s, 1026 s |